# Dodecadodecàedre
En geometria, el dodecadodecàedre és un políedre uniforme no convex indexat com a U36. És la rectificació del gran dodecàedre (i del seu dual, el petit dodecàedre estelat). Fou descobert de manera independent per Hess (1878), Badoureau (1881) i Pitsch (1882).
Les arestes d'aquest model formen 10 hexàgons centrals i aquests, projectats en una esfera, esdevenen 10 grans cercles. Aquests 10, juntament amb els grans cercles de projeccions d'altres dos políedres, formen els 31 grans cercles de l'icosaedre esfèric utilitzats en la construcció de cúpules geodèsiques.